# Bistum San Pablo
Das Bistum San Pablo (lat.: Dioecesis Sancti Pauli in Insulis Philippinis) ist eine auf den Philippinen gelegene römisch-katholische Diözese mit Sitz in San Pablo City.

## Geschichte
Das Bistum San Pablo wurde am 28. November 1966 durch Papst Paul VI. mit der Apostolischen Konstitution Ecclesiarum per ampla aus Gebietsabtretungen des Bistums Lipa errichtet und dem Erzbistum Manila als Suffraganbistum unterstellt.
Es umfasst die Provinz Laguna.

## Bischöfe von San Pablo
- Pedro Bantigue y Natividad, 1967–1995
- Francisco San Diego, 1995–2003, dann Bischof von Pasig
- Leo Murphy Drona SDB, 2004–2013
- Buenaventura M. Famadico, 2013–2023
- Marcelino Antonio Maralit, seit 2024